# Khersones
 (septembre 2022).
Si vous disposez d'ouvrages ou d'articles de référence ou si vous connaissez des sites web de qualité traitant du thème abordé ici, merci de compléter l'article en donnant les références utiles à sa vérifiabilité et en les liant à la section « Notes et références ».
Le Khersones est un trois-mâts carré moderne, construit aux chantiers navals polonais de Gdansk, navire-école criméen (ukrainien de jure, russe de facto). Il est surnommé « la Dame de Crimée ».

## Histoire
Initialement prévu pour l'instruction des cadets de la marine marchande soviétique il devait remplacer un autre grand voilier : le Tovarishch. Avec l'éclatement de l'URSS, il est devenu la propriété de l'Institut technologique maritime de Kertch, au bord de la mer Noire, en Ukraine, comme navire-école des jeunes marins de ce nouveau pays. 
le Khersones est le sister-ship d'une nombreuse lignée de grands voiliers, dont l'ainé est le Dar Młodzieży polonais, en compagnie des Russes Mir, Pallada et Nadejda et de l'Ukrainien Druzhba.
Son nom est un condensé de deux lieux : la presqu'île Chersonèse en mer Noire, et la ville de Kherson. 
À partir de 1993, par besoin financier, il embarque des passagers pour différentes croisières.
En janvier 1997, il passe le cap Horn avec une centaine de passagers, et poursuit depuis lors une route plus calme en participant aussi à différents Tall Ships' Races.
Comme le Pogoria, l’Iskra II, le Kaliakra, le Dar Młodzieży et le Fryderyk Chopin, le Khersones a été dessiné par l'architecte naval Zygmunt Choren.
Après l'annexion russe de la Crimée en 2014, le navire a été saisi par les autorités occupantes. Une dispute a éclaté sur le contrôle du navire entre l'Agence Fédérale de la Pêche de Russie [en] et le Ministère des Transports [en], ce dernier ayant finalement gain de cause via sa structure FGUP Rosmorport. En 2015 le navire s'est rendu au Chantier naval de Sébastopol pour des réparations, puis a fait de cette ville son port d'attache, à cause de la construction du pont de Crimée à proximité de Kerch. Le Khersones a pris part à l'édition 2016 de la régate "SCF Black Sea Tall Ships". Il n'a plus participé à la moindre manifestation publique internationale depuis, à la suite des sanctions internationales contre la Russie.

## Rassemblements de grands voiliers
Participations à Rouen :
- Voiles de la liberté en 1989.
- Armada de la liberté en 1994.
- Armada du siècle en 1999.

Participation aux Fêtes maritimes de Brest :
- Brest 2000
- Brest 2004